# Namatjira
Namatjira is een geslacht van rechtvleugeligen uit de familie Morabidae. De wetenschappelijke naam van dit geslacht is voor het eerst geldig gepubliceerd in 1976 door Key.

## Soorten
Het geslacht Namatjira omvat de volgende soorten:
- Namatjira aliciae Key, 1976
- Namatjira centralis Rehn, 1952